# Gregor Gysi
Gregor Gysi (Berlin, 1948. január 16. –) német politikus és ügyvéd, 2016–2019 között az Európai Baloldal Pártjának elnöke, 2005–2015 között a Die Linke frakcióvezetője a Bundestagban. Jelenleg a Bundestag korelnöke.
Zsidó és orosz felmenőkkel is rendelkezik, Klaus Gysi fia.
A Német Szocialista Egységpárt reformista szárnyához tartozott a demokráciapárti átmenet idején, melyet Mihail Szergejevics Gorbacsov akkori szovjet vezető inspirált. Határozottan tagadta azokat az 1992-ben kezdődő vádakat, amelyek szerint együttműködött volna a Stasival, a keletnémet titkosrendőrséggel. Gysi volt a Német Szocialista egységpárt utolsó pártelnöke, irányítva azt az átalakulást, amelynek eredményeként a párt a Demokratikus Szocializmus Pártjává (PDS) alakult. A PDS tekinthető a jelenleg is aktív Baloldali Párt elődjének.

## Fordítás
Ez a szócikk részben vagy egészben  a   Gregor Gysi című angol Wikipédia-szócikk fordításán alapul.  Az eredeti cikk szerkesztőit annak laptörténete sorolja fel. Ez a jelzés csupán a megfogalmazás eredetét és a szerzői jogokat jelzi, nem szolgál a cikkben szereplő információk forrásmegjelöléseként.